# Iglesia Union Church
La Iglesia Presbiteriana de Valparaíso, anteriormente llamada iglesia Union Church, es un templo religioso de culto protestante ubicado en la ciudad chilena de Valparaíso, construido en 1869 por el arquitecto John Livingstone, bajo la dirección del ministro religioso David Trumbull. En 1946 fue vendida a la Iglesia Presbiteriana de Chile (IPCH), registrándose este hecho en una placa en su fachada.
Fue declarada Monumento Nacional de Chile, en la categoría de Monumento Histórico, el 20 de mayo de 2003.

## Historia
Hasta el siglo XIX, la única forma reconocida en Chile de cristianismo era el catolicismo, y había un rechazo generalizado hacia cualquier otra variante, incluido el protestantismo, lo que se reflejó en la constitución de 1833, de carácter moralista. Sin embargo, el caso de Valparaíso era diferente. En 1811, gracias a la libertad de comercio creada por la independencia, Chile comenzó una fuerte relación comercial con Gran Bretaña, por lo que comerciantes ingleses llegaron al país, especialmente al puerto de Valparaíso. A consecuencia de ello, se generó una tolerancia hacia el protestantismo inusual en el resto del país. En 1845, David Trumbull llegó a Valparaíso, enviado por dos organizaciones misioneras estadounidenses. En 1847, fundó la congregación que se convertiría en la Union Church.
Durante la segunda mitad del siglo XIX, la ciudad-puerto experimentó un importante auge económico, urbanístico y cosmopolita, promovido por la actividad portuaria. En 1865 una nueva ley permitió en Chile la celebración de cultos no católicos, aunque manteniéndose en condiciones de privacidad y discreción. En este contexto, Trumbull promovió la construcción de dos templos en la ciudad, uno de los cuales fue la iglesia Union Church de la calle San Juan de Dios, actual calle Condell. Como en ese entonces, el artículo 5 de la constitución del 33 prohibía el ejercicio público de cualquier religión que no fuese la católica, hubo que colocar panderetas que la ocultaran de la calle, no pudieron levantar un campanario y el coro debía mantener un volumen bajo. El templo, obra del arquitecto John Livingstone, fue inaugurado legalmente en 1870. En 1946 la edificación fue vendida a la iglesia presbiteriana de Chile.

## Emplazamiento
La iglesia se sitúa en la actual calle Condell, a pasos de la Plaza Victoria. Tanto la iglesia como su antejardín se encuentran bajo el nivel de la calle, debido a las construcciones del barrio El Almendral hacia 1910, que elevaron la altura de las calzadas, incluyendo la calle Condell, que por entonces se llamaba calle de San Juan de Dios.

## Arquitectura
El edificio es un representante del movimiento arquitectónico historicista imperante entre la segunda mitad del siglo XIX e inicios del siglo XX. Posee un tratamiento neogótico con rasgos ingleses y escoceses de líneas austeras.
La estructura fue construida con la técnica de albañilería de ladrillo y cal, y los cimientos son de piedra. La techumbre está hecha de madera a la vista de la nave principal. Destaca la armonía y ritmos de los arcos, que se posan sobre esbeltas columnas para configurar una separación virtual de las naves.